# Tickellia hodgsoni
A Tickellia hodgsoni a verébalakúak (Passeriformes) rendjébe, ezen belül a Cettiidae családba tartozó Tickellia nem egyetlen faja. Mintegy 10 centiméter hosszú. Bhután, Kína, India, Laosz, Mianmar és Vietnám sűrű erdőiben él. Rovarevő.

## Alfajai
- T. h. hodgsoni (F. Moore, 1854) – kelet-Nepáltól dél-Kínán keresztül nyugat-Mianmarig;
- T. h. tonkinensis (Ogilvie-Grant, 1907) – dél-Kína, északkelet-Laosz, északnyugat-Vietnám.

## Fordítás
- Ez a szócikk részben vagy egészben  a   Broad-billed warbler című angol Wikipédia-szócikk fordításán alapul.  Az eredeti cikk szerkesztőit annak laptörténete sorolja fel. Ez a jelzés csupán a megfogalmazás eredetét és a szerzői jogokat jelzi, nem szolgál a cikkben szereplő információk forrásmegjelöléseként.